# Sternotomis chrysopras
Sternotomis chrysopras là một loài bọ cánh cứng trong họ Cerambycidae.